# Мильжецкие
Мильжецкие (пол. Miłżecki) — дворянский род.
Осип Мильжецкий, происходящий из прежних польских дворян герба Одровонж, пожалован в достоинство Кавалера (Eques) грамотою Императора Римского Короля Галиции и Лодомерии Иосифа II в 1783 году, с изменением родового герба его по изображённому здесь рисунку.

## Описание герба
В красном поле серебряное железко остриём вверх, с крючками, загнутыми вниз наподобие усов. 
Над щитом два шлема вполоборота один к другому, дворянскими коронами увенчанные, с золотыми решётками и золотою же на цепи медалью. В навершии первого шлема красное орлиное крыло ребром влево, на нём такое же как в щите железко; в навершии же левого шлема пять страусовых перьев, из коих крайние и среднее красные.